# Lego Power Miners
Lego Power Miners var en produktlinje produceret af den danske legetøjskoncern LEGO, der omhandlede minedrift. Det indspireret af det tidligere tema Lego Rock Raiders fra 1999. Power Miners foregik under jordens overflade, hvor en gruppe minefolk undersøgte årsagen til en serie stor jordskælv og opdagede både klippemonstre og energikrystaller. Temaet udkom oprindeligt i 1999 og blev udfaset året efter.

## Sæt
| Sætnumer | Navn                       | Udgivet | Minifigurer                                                               | Dele | Fartøj | Noter                       |  |
| -------- | -------------------------- | ------- | ------------------------------------------------------------------------- | ---- | ------ | --------------------------- |  |
| 8907     | Rock Hacker                | 2008    | Collier                                                                   | 29   |        | Limited Promotional Release |  |
| 8908     | Monster Launcher           | 2008    | a Sulfurix                                                                | 12   |        | Limited promotional release |  |
| 8956     | Stone Chopper              | 2009    | Collier a Meltrox                                                         | 31   | No1    |                             |  |
| 8957     | Mine Mech                  | 2009    | Brains, a Boulderax                                                       | 67   | No2    |                             |  |
| 8958     | Granite Grinder            | 2009    | miner, a Glaciator                                                        | 97   | No3    |                             |  |
| 8959     | Claw Digger                | 2009    | Rex, a Sulfurix                                                           | 197  | No4    |                             |  |
| 8960     | Thunder Driller            | 2009    | Doc, Duke, a Firox                                                        | 235  | No5    |                             |  |
| 8961     | Crystal Sweeper            | 2009    | Engineer, Brains, a Glaciator, a Meltrox                                  | 474  | No6    |                             |  |
| 8707     | Boulder Blaster            | 2009    | Engineer, a Glaciator                                                     | 293  | No7    | Limited Edition             |  |
| 8962     | Crystal King               | 2009    | miner, Engineer                                                           | 168  |        |                             |  |
| 8963     | Rock Wrecker               | 2009    | Rex, a Geolix (Large Sulfurix)                                            | 225  | No8    |                             |  |
| 8708     | Cave Crusher               | 2009    | Engineer, Duke, a Tremorox (Large Meltrox)                                | 259  | No9    | Special Edition             |  |
| 8964     | Titanium Command Rig       | 2009    | Brains, Doc, Duke, a Glaciator, a Tremorox (Large Meltrox)                | 706  | No10   |                             |  |
| 8709     | Underground Mining Station | 2009    | Rex, Miner Collier a Geolix (Large Sulfurix)                              | 637  | No11   | Limited Edition             |  |
| 8188     | Fire Blaster               | 2010    | Rex (Silver), a Combustix                                                 | 67   | No12   |                             |  |
| 8189     | Magma Mech                 | 2010    | Engineer (Silver), a Firax                                                | 183  | No14   |                             |  |
| 8190     | Claw Catcher               | 2010    | Brains (Silver), an Infernox                                              | 259  | No15   |                             |  |
| 8191     | Lavatraz                   | 2010    | Doc (Silver), Duke (Silver), a Firax, an Eruptorr (king of lava monsters) | 381  | No16   |                             |  |